# 포항스틸아트페스티벌
포항스틸아트페스티벌은 경상북도 포항시에서 개최하는 축전으로, 대한민국의 유일한 스틸축전이다.